# Keratoisis philippinensis
Keratoisis philippinensis is een zachte koraalsoort uit de familie Isididae. De koraalsoort komt uit het geslacht Keratoisis. Keratoisis philippinensis werd in 1889 voor het eerst wetenschappelijk beschreven door Wright & Studer. 